# Хуовинен, Ээро
Э́эро Ху́овинен (фин. Eero Huovinen; род. 27 октября 1944, Хельсинки, Финляндия) — епископ евангелическо-лютеранской церкви Финляндии, возглавлял диоцез Хельсинки (1991—2010).
Родился 27 октября 1944 года в семье настоятеля собора Турку Лаури Хуовинена (1915—1994). Обучался на теологическом факультета Хельсинкского университета, где в 1970 году защитил магистерскую диссертацию, в 1976 году — лиценциат, а в 1978 году — докторскую диссертацию.
В 1970 году прошёл ординацию в священный сан и с 1970 по 1991 годы занимал различные должности на богословском факультете Хельсинкского университета, включая должность профессора догматики и декана факультета.
1 марта 1991 года состоялась его ординация во епископа для диоцеза Хельсинки. В 2010 году вышел на пенсию.